# Welney
Welney är en ort och civil parish i Storbritannien.   Den ligger i grevskapet Norfolk och riksdelen England, i den sydöstra delen av landet, 120 km norr om huvudstaden London. Welney ligger 4 meter över havet och antalet invånare är 528.
Terrängen runt Welney är mycket platt. Runt Welney är det ganska tätbefolkat, med 120 invånare per kvadratkilometer. Närmaste större samhälle är Wisbech, 17,0 km norr om Welney. Trakten runt Welney består till största delen av jordbruksmark.